# Campeonato de Portugal 1922
Il Campeonato de Portugal 1922 fu la prima edizione del Campeonato de Portugal, competizione antenata della Coppa di Portogallo.
Dopo la formazione della FPF, federazione di calcio del Portogallo e dopo la creazione della Nazionale di calcio del Portogallo, fu deciso di organizzare un campionato fra le vincitrici dei campionati regionali portoghesi.
Le federazioni di Madera e di Algarve rinunciarono a schierare le proprie squadre per problemi economici e così le uniche due squadre a prendere parte al campionato furono lo Sporting CP, vincitrice del campionato di Lisbona e il Porto, vincitore del campionato di Porto. Le squadre si fronteggiarono al meglio di tre partite e il titolo andò al Porto.

## Finale

### Prima partita
| Arbitro: | Merick Barley |

|                |           |                 |
| Bastos 25’ 86’ | Marcatori | 9’ Emílio Ramos |

### Seconda partita
| Arbitro: | Ezequiel Montero |

|                 |           |  |
| Portela Pereira | Marcatori |  |

### Terza partita
| Arbitro: | Neves Eugénio |

|                                                   |           |                  |
| Balbino Silva 51’ João Nunes 100’ João Brito 102’ | Marcatori | 70’ Emílio Ramos |